# Acsmithia austrocaledonica
Acsmithia austrocaledonica är en tvåhjärtbladig växtart som först beskrevs av Brongn. & Gris, och fick sitt nu gällande namn av R.D.Hoogland. Acsmithia austrocaledonica ingår i släktet Acsmithia och familjen Cunoniaceae. Inga underarter finns listade i Catalogue of Life.